# 哥德堡市立博物館
哥德堡市立博物館（Göteborgs stadsmuseum）是文化史博物館，位於瑞典哥德堡Horra Hamngatan，主要展出有關哥德堡和瑞典西部歷史。博物館原址為18至19世紀瑞典東印度公司總部大樓。

## 歷史
哥德堡市立博物館於1993年7月1日成立，由市內幾間博物館合併而成。這些博物館包括哥德堡考古博物館（Göteborgs arkeologiska museum）、哥德堡歷史博物館（Göteborgs historiska museum）、哥德堡工業博物館（Göteborgs industrimuseum）、哥德堡學校歷史收藏館（Göteborgs skolhistoriska samlingar）和哥德堡戲劇博物館（Göteborgs teaterhistoriska museum）；其中哥德堡考古博物館和哥德堡歷史博物館原合稱為哥德堡博物館（Göteborgs museum），兩館館址俱位於東印度大樓。
東印度大樓收藏藝術品，始於19世紀初。五間博物館合併後，市立博物館總共有一百萬件物品和二百萬張照片。東印度大樓進行全面翻新和維修後，市立博物館於1996年7月1日重新對外開放。

## 展品
博物館主要展出有關哥德堡和瑞典西部的歷史。館內分為永久展覽和臨時主題展覽兩種。最近的永久展覽自2002年起展出，記錄人類首次踏足瑞典西岸以及維京時期。館內還有關於中世紀和近現代的永久展覽。

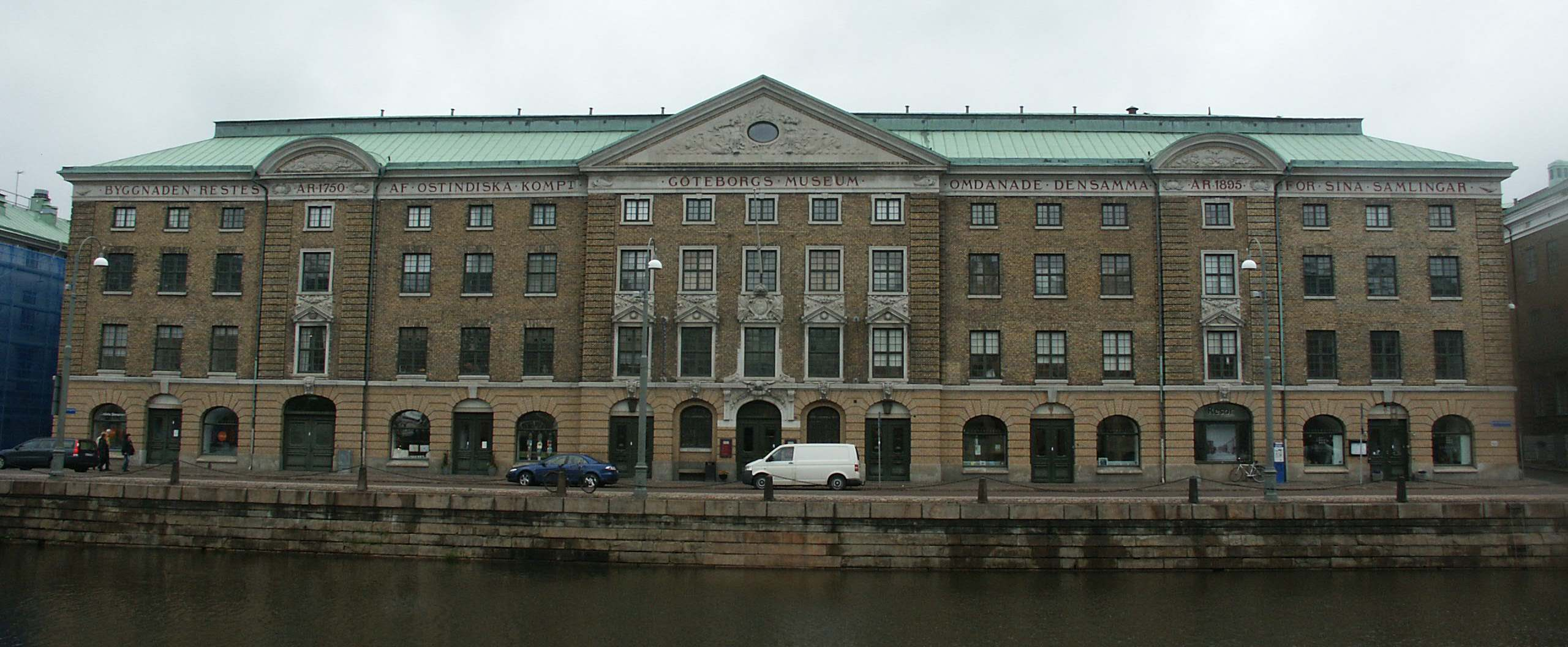
從大碼頭運河對岸觀看市立博物館

## 外部連結
- 網站（页面存档备份，存于）